# 耶稣家庭
耶稣家庭是20世纪上半叶在中国出现的一个重要的基督教灵恩派宗教团体，特别以其基督教共产主义的乌托邦团体生活模式著称。是中国历史上唯一的一次基督教乌托邦运动。从1921年敬奠瀛（1890年－1957年）在山东省泰安的马庄创办其前身圣徒信用储蓄社起，到1952年被中國政府解散，前后共持续了30年时间，分布地域达到9个省份的127个地方，参与的信徒数以千计。

## 开创
耶稣家庭的创立者是敬奠瀛，他在1890年出生于中国山东省泰安府泰安县（今属泰安市岱岳区）的马庄，排行第五，其父敬传箕是前清童生，家有120亩良田和几十间瓦房，但是在13岁至15岁时，母亲和父亲先后去世，家境开始没落。敬奠瀛在少年时期曾经十年寒窗，苦读儒家经书，一心想考取功名，重振家业。但在1905年，清廷忽然下诏，宣布废除科举考试，这使得敬奠瀛受到严重打击，云游泰山、徂徕山，修仙学道。在他的自述中，则提及他早在幼年时，曾因患重病许愿：若能病愈，“即以苦行来报答神恩”。
敬奠瀛生于儒生家庭，原本有反基督教的倾向。1912年，已经22岁的敬奠瀛进入基督教新教循道宗美以美会在泰安城内登云街所办的萃英中学（今泰安市第一中学）读书，当时他还认为“耶稣绝不能高过至圣孔子”，“立志用儒学改造基督教”。但在1914年夏，他由于担任美以美会美籍女传教士林美丽（Nora N·Dillenbeck）的官话教师，而在接触过程中受到林的影响，就在这一年受洗成为基督教徒。但根据耶稣家庭的一名成员、后来在上海基督教协进会从事文字工作的马鸿纲的说法，敬皈依基督教是因为他在婚姻问题上的失意（妻子不贞），见到林美丽后对她产生了爱慕之情。
毕业于萃英中学后，敬奠瀛成了美以美会的一名传道员，1918年－1923年又被派到山东省会济南的共合医院（英国浸礼会和美国长老会合办，后改为齐鲁大学附属医院）内传道。
　
1921年阴历正月初一，敬奠瀛筹集股金1253元（其中他和林美丽各投入300元，各占24%），在家乡马庄成立了一个商业兼传教机构“圣徒信用储蓄社”，用圣经中诚实守信的精神和利他主义原则来经营布匹和杂粮生意，同时组织教徒早晚祈祷、外出传教。由于当时山东农村相当穷困，圣徒信用储蓄社经营状况不佳。
1924年，敬奠瀛调回泰安母校任教。这时，他受到1916年来到泰安的美国神召会（The Assembly of God）传教士安临来夫妇（L. lesli. M. Anglin 和 W. J. Jaston）的影响，接受了“灵洗”、“说方言”等灵恩派（或相近的五旬节派）的主张。当他宣称自己经历“灵洗”时，萃英中学校长韩丕瑞（P. Hanson）宣布将敬奠瀛逐出美以美会。此后，敬奠瀛的教会团体一直与美以美会相对立。
1925年，敬奠瀛在神召会工作一年。这段经历在敬奠瀛身上留下很深的烙印：第一，是感情热烈的灵恩派色彩；第二，安临来夫妇创办的阿尼色弗之家孤贫院（Home of Onesiphoyus，后来改名为泰山孤贫院）的榜样，鼓舞了敬奠瀛建立自给自足、平均主义的基督教社团的信心。
1926年初，敬奠瀛回到马庄，结束“圣徒社”的买卖，成立“蚕桑学道房”。借来马庄北约三华里夏传真的房屋，又租了两亩地，用任职于齐鲁医院的美北长老会传教士单覃恩送给他结婚的30元钱从阿尼色弗之家孤贫院买了三张旧织布机，组织起十五六名男女信徒（多数是贫穷的寡妇），男耕女织的过起集体生活来了。
1927年，敬奠瀛仿照“阿尼色弗之家”，正式将“蚕桑学道房”改称“耶稣家庭”。 

## 教義

### 生活模式
耶稣家庭仿照使徒行传第二章中记载的初期教会的做法，实行凡物公用，取消私有财产，凡参加耶稣家庭的信徒必须变卖一切，“撇下”家庭、私有财产和私有观念，把所有的财产、知识甚至人身全部都献给大家庭。凡捐献的土地必须写成卖契，知识分子的文凭也要烧毁。然后一起参加生产劳动，过男耕女织的集体生活。耶稣家庭成员在生活上实行彻底的平均主义，吃同样的食物，奉献的衣服都交在针线房里，加上针线房用齐东小家送来的布制作的新衣，然后平均分配，夏秋两身短装，一身长装，冬春两长一短，新旧衣服都在内，圣诞节换新衣，结婚时穿新衣。但保证人人有衣穿有被盖。信徒一律按照性别不同住在陆续兴建的砖瓦结构集体宿舍，睡同样的大炕，10多个人睡一排大炕。但家庭的房子都比较结实，玻璃门窗，超过了一般农居的水平。
耶稣家庭的这种生活模式只有在一个很短的时期稍有例外。1936年，林美丽和另一名美国女传教士脱离美以美会，加入耶稣家庭，马庄的耶稣家庭为她们建造了一座美式小楼，开小灶做西餐。抗战爆发后，一些新来者经济条件较好，也自己做饭。因此，同一个院子里有2个大厨房、7个小灶。1938年夏天，敬奠瀛说服了林美丽等人，取消所有小灶，合并厨房，一同吃大锅饭。 
敬奠瀛常说耶稣家庭就是人间天国:“上有天堂，下有马庄，耶稣生在马槽里，耶稣家庭降生在马庄。”

### 婚姻模式
在耶稣家庭中，不仅取消私有财产，而且取消世俗的家庭，原有的小家庭均被拆散，按性别和年龄分别住集体宿舍，因此已婚夫妇都分住在不同的地方，在不同的部门劳动和生活。由於房屋紧缺，还需要由家长安排夫妇同居的日子。40岁以上的夫妻放弃同房权利。
耶稣家庭中，强调宗教的兄弟姐妹之爱（灵统），不强调世俗的夫妻父母子女之爱（血统）。平時在家中夫婦見面不能有親密的表示。孩子从小到大，除了在规定的母亲哺乳时期外，都是在集体的照管下从婴儿室、幼稚班到道学班中成长。孩子和父母之间也没有如一般家庭那樣的親密親情交流。因此，普通人一生所忧虑的衣食住行、生老病死、结婚育子、侍奉父母等问题，"家庭"成员全都不需要操心。
耶稣家庭中，未婚青年的婚姻由家長安排。在马庄老家，负责安排婚姻、为人择偶的是左顺真。她和青年男女为婚事向神祈祷，尋求異夢異象。从1942年—1951年，马庄老家共有216对结婚，其中211对是以"异梦"婚配的。一般左顺真在征求男女双方的意见后指定某男某女结婚。不过，左顺真也经常将各方面悬殊很大的男女，如知识分子与文盲，或者相貌年龄有很大差距的男女撮合在一起。到后期，左顺真安排配偶结婚的速度有加快的趋势，1949年有180多对结婚，从1950年1月1日到3月9日，在两个月零9天的日子里结婚的信徒达35对之多。当然，其中不乏比较和睦的夫妇，也造成不少怨偶，对包办婚姻产生不满。同时，由于医疗条件较好，马庄婴儿的存活率远高于当时平均水平，也使得这里的人口增长率很高，儿童占总人口的1／3。
不过，山东省微山县的一些耶稣家庭没有实行夫妻分居，在那里仍然实行夫妻同居生活。

## 組織模式
耶稣家庭不设牧师，而代之以“家长”。各地的耶稣家庭（“小家”）均尊泰安马庄的耶稣家庭为“老家”，敬奠瀛为“老人”，为最高的權威。他得力的同工有四位，其中两位是男性：周新民是敬奠瀛主要的行政助手，崔憲祥是周的行政助手；还有两位是女性：陳碧璽和左順真（左宗棠之後，其之父當時身居高官），都来自于上海。。
各地耶稣家庭内部都设立多少不等的劳动部门，如1941年马庄家庭设有传道部、农工部、事务部、石工部、木工部、铁工部、运输部、针线房与厨房，还有自己的小型发电厂。此外还设有灵修院（成年人）和道学院（幼童），还建立起学校、保育院（托儿所）和医院，发展成为一个门类齐全的小社会。

## 宗教活动
耶稣家庭属于灵恩派（五旬节派），其宗教活动富于情绪性，祷告时大声哭喊，并带有许多形体动作，注重“说方言”。敬奠瀛本人就每次祷告必哭。
耶稣家庭的宗教活动相当频密，平时信徒每天用来祷告的时间大约为5个小时，星期天约8小时，每年两次的大聚会时约9小时。成员每天清晨冬季五点钟、夏季四点钟起床到礼拜堂去个人“晨更”，跪下开口大声哭喊祷告；大约一个小时后（天亮），开始作见证，各人报告自己所见的“异象”、“异梦”，然后开始集体的晨更祷告，同时開口，大声祷告，到相当时间，便由内中的一人，单独作一总结祷告，到上午8点钟结束；然后分头到自己的工作部门去参加小组的方言灵恩祷告，再开始上午的工作，到10点钟吃上午饭（一日两餐），用膳之前的谢恩祷告一般占一刻钟，也是同聲開口的灵恩祷告，當靜下來時，再有一位領禱。下午4时吃下午饭时，也做同样的祷告。晚六时到八时,是晚祷时间，又要集合一堂进行祷告。这样，一般每个家庭成员平均每天的祈祷时间在5小时以上。
即使在工作时间，也“随时随地都可以听到说方言的灵恩祷告”，浓烈的宗教气氛无时不弥漫着整个耶稣家庭，并且互相感染。
在马庄，唱诗也受到特别的重视，每天日常的生活和工作都是被歌声不断。在聚會中他們多集体背唱中國調子的經文詩歌。這樣一方面使那些不識字的人，也能背誦聖經的話語。几十年来，敬创作了大量的诗歌，用通俗的语言反复向他们灌输建立一个基督徒理想家园的思想。家庭中的音乐人才为所有的诗歌谱曲，不仅采用西洋音乐，还借用了中国民间流行的“老渔翁”、“高山流水”及“苏武牧羊调”等曲调，使这些诗歌在信徒中广泛传唱。直到耶稣家庭解散50年后，许多过去的成员仍能熟练地唱出当年的不少诗歌，如这首《耶稣家》：“耶稣家爱充满，少者怀老者安，鳏寡孤独也泰然，病养死葬各得所，宾至如归有余欢，残废格外有恩典，说什么大同共产，愿神旨在地如天。耶稣家信充满，不欠债不劝捐，靠主生活不费难，男耕女织各守分，能者多劳愚者闲，舍己主义在心间，说什么平等互助，灵同胞一体相关。”
耶稣家庭在每年阴历正月和六月农闲时舉行2次大型的聚會，最多时超過1000人，濟南陸家鐵工廠為他們特製了一個超大号鍋，專門煮飯、熬稀飯（稱「糊糊」）。每一次要煮飯生火，全體廚房的人要搭上架子挑水上去。後來定規外來參加聚會者必須要自帶食物。

## 经济状况
耶稣家庭开创时期的经济曾相当困难。10余亩土地所生产的粮食不足以供应30人的食物，经常出现“断炊、喝开水，扫磨膛”，必须吃“四个眼的糊”（形容极稀，可将吃者之两眼在碗中清晰照出）。
抗战期间，一批有产者的心理受到战争影响，开始轻看财物，于是耶稣家庭收到的奉献数额大幅度增加，经济有明显的好转。1941年全年家庭由信徒捐献的各种收入约有7万元。人均达200元的水平，是相当可观的数目。土地房屋都大幅增多。马庄耶稣家庭的土地增加到128亩，虽然人均占有土地（0.36亩）远低于当地农村水平（0.99亩），由于精耕细作，施用化肥，产量较高。另外，马庄老家和济南耶稣家庭的粉丝厂，和泰山耶稣家庭的苹果园，收入也很可观。总体而言，耶稣家庭的繁荣与周围华北农村的凋敝形成鲜明对照。
1938年，针线房拥有了两台缝纫机，洗澡房安置了锅炉。大厨房做饭则用了自制的压力锅，以减少柴火的消耗。马庄耶稣家庭还用旧汽车引擎改造的发电机发电，使地处乡村的马庄用上了电灯。 

## 教育和医疗
马庄耶稣家庭为信徒子女设立婴儿室、幼儿园、道学班，提供全程教育。
马庄的小医院由于有受过正规训练医术高明的医生，1944年东亚药房老板丁氏兄弟加入时又捐献了大量药品，因此在泰安颇有名气，不少外界人士慕名前往。

## 发展阶段

### 初期（1927年—1937年）
1932年，耶稣家庭迁至马庄北坡新址。这里的10余亩土地是敬奠瀛的祖产，远离原有的村镇，1930年—1932年间盖起了七间草房和七间砖房，逐渐形成一个基督徒的新村庄。
开创时期各方面的条件相当艰苦。直到1937年抗战爆发，马庄耶稣家庭的成员不到30人，参加者都是一些宗教追求特别强烈的信徒。其中有一部分是知识分子，如董恒新、左顺真、陈碧玺、冯兰馨，后来都成为耶稣家庭的骨干成员。陈和冯分别是香港大学和齐鲁大学医学院毕业的医生。1936年，林美丽和另一名美国女传教士也宣布脱离美以美会，加入耶稣家庭，表示了对这种信仰和生活方式的支持。在耶稣家庭存在的30年中，先后有美、英、日等7个国家的传教士在耶稣家庭长期居住，经常来往的传教士有17人。

### 抗战时期（1937年－1945年）
1937年，抗战爆发，由于耶稣家庭只是一个纯粹的宗教信仰团体，不问政治，因而并未受到日本占领军的干涉。相反，获得了较大发展，成了战火中的避难所。从1938年到1945年，平均每年新建小家接近8处，总共达63处，其中38处是在山东境内，其余分布在山西、陕西、河北、内蒙古和甘肃等省的乡村。马庄“老家”的人口则达到300多人。有不少知识分子加入，因此后来担任耶稣家庭男女家长的信徒中，受过高小以上教育的分别占42%和39%。又如潍坊东亚药房老板丁某，由于不堪各种势力的敲诈恐吓，在1944年秋将自己的60余间房子和“万千家产”献给耶稣家庭，举家迁到马庄定居，以求太平。

### 内战时期（1946年—1948年）
1945年抗战结束后，国共内战很快爆发，而山东战场则是国共对峙的最前沿，战争的规模甚至超过了中日战争。从1946年到1948年间，泰安地区成为双方军队拉锯的战场，但这一切并未影响到马庄耶稣家庭。由于马庄的土地财产归全家几百名信徒所有，它可能是山东农村中惟一没有经过土改洗礼的村庄，也没有出现激烈的阶级冲突。相对于外界的动荡，耶稣家庭所倡导的基督之爱吸引了越来越多的信徒，马庄耶稣家庭达到它的鼎盛阶段。到1949年，马庄耶稣家庭的常住人口多达500人，土地182.4亩，房屋262间。
这一时期，外地的耶稣家庭也在迅速增长，1946年到1949年，新建的耶稣家庭有39个，平均每年新建近10个小家，超过了抗战期间年平均8个的速度。山东仍然是发展的中心区域，新建的24个小家占总数的62%左右。
这一时期，耶稣家庭开始在城市中得到迅速发展，山东新建的24个小家中有7个建立在交通便利的城镇。外省的情形更是明显，1947年在南京、1948年在上海分别建立了耶稣家庭，芜湖、开封等大中城市也建立了耶稣家庭。到1948年，中国共有127处耶稣家庭，信徒2411人，大部分在华北各省农村，其中山东省有68处。

## 解散
1949年中国大陆政局变化以后，分布在中国各地的耶稣家庭又继续存在了大约三年时间。
1950年，在中国大陆三自运动的初期阶段，官方提出的口号仅仅是脱离帝国主义控制，那些大宗派的教会和機構由于传教士撤退、外援断绝，首先受到重创。
而几个发源于中国本土的教派——真耶稣教会、地方教会（又称为基督徒聚会处或小群）、耶稣家庭，以及北京史家胡同基督徒会堂（王明道）认为自己早就完全符合“三自”原则（自治、自养、自传），与所谓的“帝国主义”并无瓜葛。因而都没有收缩，继续大规模传教。其中耶稣家庭对新政权的态度最为积极，敬奠瀛带领381名耶稣家庭成员和崔宪详、朱大卫等一起签名拥护“三自”宣言，人数居各宗派之首。又积极参与政府组织的爱国运动，在朝鲜战争中组织“中国基督教抗美援朝医疗队”支援前线而获得巨大声誉。
虽然这几个本土教派很容易满足“反帝”或擁護政府的要求，但三自运动的领导人吴耀宗认为，这几个本土教派的神学思想都属于基要派，是“过时的”、“落后的”观念，与“先进的”社会主义制度格格不入，不适应新时代的要求，因此比那些大宗派的教会更应该被治理，要徹底肅清基督教裏無論是在教会組織、人事抑或神學思想中那些被判定为帝国主义的元素，以改造出符合新的社会主义的基督教。
1952年4月，中共泰安地委和中国基督教抗美援朝“三自”革新运动委员会组成联合工作队，来到马庄“蹲点”，队长沈德溶，成员包括崔宪详、朱大卫、金启昌。工作队经过一个多月的宣传，在5月27日，组织了一场持续3天的对敬奠瀛、左順真的控诉大会，发动了60位“有觉悟”的信徒，控诉的内容包括有些“家长”有体罚行为、敬奠瀛私下开小灶（吃得稍好一些），被指责为封建专制和伪善。于是敬奠瀛被捕入狱，判刑10年。同年秋季，马庄耶稣家庭解散，恢复血缘家庭，财产被清查，原来的礼拜堂改为北新庄耶稣教堂。不久全国各地的“小家”也都陆续解散。1956年冬，敬奠瀛因肝硬化保外就医。敬奠瀛出狱后，被接到西安第五人民医院，与妻子陈碧玺团聚。1957年农历7月底，敬奠瀛在西安病故。

## 外界的评价
耶稣家庭得到过许多宗教界人士的肯定，英国内地会医生传教士李岱汶到马庄访问时对“庄内的整洁，有秩序和富裕的情形”备加赞叹，于是捐献大量财物。接触过家庭领导的金陵神学院教授胡仁安在1943年曾赞美家庭生活：“无纷争，无烦恼，实天国之缩影也。”燕京大学宗教学院教授方贶予就认为:“耶稣家庭的确是基督教落在中国土地里所生长出来的一枝鲜花和硕果。它的确为中国教会指出一条自立、自养、自传的道路。”
耶稣家庭的宗教生活在当时也受到一些不同神学观点基督教人士的批评。燕京大学宗教学院院长赵紫宸评价说“实在只等于从前的迎神赛会”，韩丕瑞更指责“那个教派聚会时的大声哭喊就像中国人的葬礼”。

## 复苏
1952年以后，耶稣家庭在中国被查禁，多年来似乎已经消失。不过在1979年以后，在中国北部的许多农村地区，耶稣家庭背景的基督徒显然又恢复了活动，但并未恢复正式的组织。首先恢复的是山西省南部候马的信徒们在负责人高老先生（1988年去世）带领下重新聚会。1986年，山东省微山县多义沟重建了一个教堂，到1992年会众已增长至3000人。大约有60位信徒恢复了集体生活，靠饲养长毛兔维持生活。1993年6月7日，这座教堂被推土机铲平，教会领袖郑允苏以“扰乱社会秩序”和“诈骗”的罪名被判处12年徒刑，在1999年5月26日被假释。 

### 引用
1. ↑  陶飞亚：《耶稣家庭与中国的基督教乌托邦》
2. ↑  见马鸿纲：《介绍新兴教派“耶稣家庭”》，《协进月刊》第7卷第6期，1948年10月
3. ↑  李岱汶《耶穌家庭印象記》，晨星書屋出版
4. ↑  罗伟虹主编：《中国基督教（新教）史》，第678页，上海人民出版社，2016年
5. ↑  .   [2007-05-02]. （原始内容存档于2019-12-06）.
6. ↑  其他镇压目标 的存檔，存档日期2007-05-13.
7. ↑   (PDF).   [2007-05-02]. （原始内容 (PDF)存档于2007-09-26）.